# Owen Power
Owen Power (* 22. listopad 2002 Mississauga) je kanadský hokejový obránce, hrající za tým Buffalo Sabres v NHL. Stal se jedničkou draftu 2021.

## Kariéra
Své první dva roky na prestižnější ligové hokejové scéně strávil v dresu Chicago Steel, hrající USHL. Hned prvním rokem byl zvolen nováčkem ligy, následující rok již ovládl kanadské bodování celé ligy mezi obránci. Následně se dohodl s celkem University of Michigan, hrající univerzitní ligu NCAA. Po sezóně byl zařazen do druhého All-Star teamu ligy a odcestoval s kanadskou hokejovou reprezentací na MS 2021 v Lotyšsku, kde Kanada vybojovala zlatou medaili. Power se následně stal jedničkou draftu 2021, kdy si jej vybralo Buffalo Sabres, on se ale rozhodl strávit ještě jednu sezónu v NCAA. Zúčastnil se rovněž olympiády v Číně i juniorského šampionátu, kde se jemu i celému týmu Kanady dařilo. Turnaj byl však přerušen kvůli pandemii covidu-19. Na konci sezóny byl opět zvolen do All-Star teamu NCAA, úspěch s týmem v play-off ale neslavil a tak se v dubnu 2022 přidal k Buffalo Sabres, za které poprvé nastoupil 13. dubna 2022 proti Torontu Maple Leafs, kdy hrál po boku Henriho Jokiharjua ve druhé obranné formaci. Svůj první bod v NHL si poté připsal následující zápas proti St. Louis Blues, kdy nahrál na gól Alexi Tuchovi.

## Statistiky

### Klubové statistiky
| Sezóna      | Klub              | Soutěž      |     | Základní část | Základní část | Základní část | Základní část | Základní část |   | Play off | Play off | Play off | Play off | Play off |
| Sezóna      | Klub              | Soutěž      | Z   | G             | A             | B             | TM            | Z             | G | A        | B        | TM       |          |          |
| 2018/2019   | Chicago Steel     | USHL        | 58  | 11            | 14            | 25            | 10            | 11            | 0 | 2        | 2        | 6        |          |          |
| 2019/2020   | Chicago Steel     | USHL        | 45  | 12            | 28            | 40            | 18            | —             | — | —        | —        | —        |          |          |
| 2020/2021   | Univ. of Michigan | NCAA        | 26  | 3             | 13            | 16            | 6             | —             | — | —        | —        | —        |          |          |
| 2021/2022   | Univ. of Michigan | NCAA        | 33  | 3             | 29            | 32            | 12            | —             | — | —        | —        | —        |          |          |
| 2021/2022   | Buffalo Sabres    | NHL         | 8   | 2             | 1             | 3             | 2             | —             | — | —        | —        | —        |          |          |
| 2022/2023   | Buffalo Sabres    | NHL         | 79  | 4             | 31            | 35            | 24            | —             | — | —        | —        | —        |          |          |
| 2023/2024   | Buffalo Sabres    | NHL         | 76  | 6             | 27            | 33            | 28            | —             | — | —        | —        | —        |          |          |
| 2024/2025   | Buffalo Sabres    | NHL         | 79  | 7             | 33            | 40            | 16            | —             | — | —        | —        | —        |          |          |
| NHL celkově | NHL celkově       | NHL celkově | 242 | 19            | 92            | 111           | 70            | —             | — | —        | —        | —        |          |          |

### Reprezentace
| Rok                       | Tým                       | Soutěž                    | Z  | G | A | B  | TM |
| ------------------------- | ------------------------- | ------------------------- | -- | - | - | -- | -- |
| 2021                      | Kanada                    | MS                        | 10 | 0 | 3 | 3  | 4  |
| 2022                      | Kanada                    | ZOH                       | 5  | 0 | 1 | 1  | 2  |
| 2024                      | Kanada                    | MS                        | 10 | 1 | 5 | 6  | 0  |
| Seniorská kariéra celkově | Seniorská kariéra celkově | Seniorská kariéra celkově | 25 | 1 | 9 | 10 | 6  |